# Phương Ly
Trần Phương Ly (sinh ngày 28 tháng 10 năm 1990), thường được biết đến với nghệ danh Phương Ly, là một nữ ca sĩ người Việt Nam. Cô bắt đầu nổi danh với vai trò là một nhân vật nổi tiếng trên mạng xã hội, sau đó hoạt động với tư cách là một nghệ sĩ âm nhạc và nhanh chóng nhận về những thành công lớn. Trong suốt sự nghiệp của mình, cô từng nhận một đề cử của giải Cống hiến.

## Cuộc đời và sự nghiệp

### 1990–2016: Những năm thiếu thời
Trần Phương Ly sinh ngày 28 tháng 10 năm 1990 tại Thanh Hóa, là em gái của ca sĩ Phương Linh. Sinh ra trong gia đình giàu truyền thống nghệ thuật khi ba mẹ và chị gái đều là nghệ sĩ nên ngay từ ngày nhỏ, Ly đã có cơ hội tiếp xúc và đam mê với âm nhạc. Tuy vậy, cô lại bị chị gái ngăn cấm gia nhập vào ngành giải trí vì sợ rằng "ngành giải trí xô bồ với nhiều cám dỗ có thể khiến em gái mình sa ngã".
Phương Ly ban đầu được chú ý khi tham gia chương trình Teen Star 2007 và đoạt giải quán quân. Cũng trong năm 2007, Phương Ly tham gia chương trình Thần tượng âm nhạc: Vietnam Idol và lọt vào top 30 chung cuộc, sau đó 3 năm, cô tiếp tục tham gia chương trình này và lọt vào vòng bán kết. Sau hai lần dự thi không thành công, Phương Ly chuyển vào Thành phố Hồ Chí Minh sinh sống, bắt đầu sự nghiệp kinh doanh và làm người mẫu ảnh.

### 2017–nay: Thành công vượt bậc cùng các sản phẩm âm nhạc
Vào ngày 28 tháng 10 năm 2017, Phương Ly phát hành bài hát "Mặt trời của em" hợp tác cùng rapper người Việt Nam JustaTee. Bài hát nhanh chóng trở nên nổi tiếng và đứng đầu bảng xếp hạng hàng tuần trên các bảng xếp hạng của các nền tảng phát nhạc Zing MP3 và Nhaccuatui. Video âm nhạc của bài hát hiện đã đạt hơn 100 triệu lượt xem trên YouTube, trở thành một trong những video Việt Nam được xem nhiều nhất mọi thời đại. Bài hát nhận về nhiều tán dương của giới chuyên môn, VietnamMoi đã gọi đây là sản phẩm âm nhạc "nổi bật của năm, giúp Phương Ly thoát mác hot girl đi hát".
Phương Ly tiếp tục hợp tác với rapper JustaTee trong bài hát "Thằng điên". Ngay sau khi phát hành, bài hát đã đạt được nhiều thành công đáng kể tại Việt Nam, đứng đầu nhiều bảng xếp hạng trên các trang nghe nhạc nội địa. Tại giải thưởng âm nhạc Zing Music Award năm 2018, "Thằng điên" đã nhận về một đề cử cho hạng mục Bài hát của năm. Video âm nhạc của bài hát cũng đạt hơn 170 triệu lượt xem trên YouTube, trở thành một trong những video Việt Nam được xem nhiều nhất mọi thời đại.
Phương Ly phát hành bài hát "Anh là ai" vào ngày 9 tháng 1 năm 2019, cô tiếp tục cộng tác với JustaTee trong khâu sản xuất âm nhạc. Sau khi phát hành, bài hát nhận về những phản ứng tích cực của công chúng và các nhà phê bình âm nhạc. Cũng trong năm 2019, cô hợp tác cùng rapper Binz phát hành bài hát "So Close" để quảng bá trò chơi Free Fire và hợp tác cùng Rhymastic và Touliver phát hành bài hát "Đâu chịu ngồi yên". Phương Ly cũng thực hiện các sản phẩm âm nhạc quảng bá trong năm này, bao gồm "Cứ đi thôi" quảng cáo cho AirAsia và "Tết say sưa hết dây dưa" quảng cáo cho Sony.
Sau hơn 1 năm kể từ "Anh là ai", Phương Ly trở lại cùng "Missing You" vào ngày 22 tháng 8 năm 2020, LyLy và Tinle là hai cộng sự mới của cô trong tác phẩm âm nhạc này. Vào tháng 8 năm 2019, cô cùng JustaTee đã kết hợp với bộ ba sản xuất nhạc điện tử người Anh Clean Bandit phát hành đĩa đơn quảng bá "Ta là" trong khuôn khổ dự án Tuborg Open 2019. "Lạc quan vượt dịch – ở nhà vẫn vui", một bài hát cổ động phòng chống đại dịch COVID-19 trong dự án hợp tác giữa TikTok và Bộ Y tế Việt Nam được cô phát hành vào ngày 24 tháng 8 năm 2021.
Cuối năm 2023, Phương Ly phát hành qua Warner Music Vietnam lần lượt các ca khúc "Anh là ngoại lệ của em" và "Little Love". Năm 2025, cô tham gia chương trình Em xinh "say hi".

## Danh sách đĩa nhạc

### Đĩa đơn

#### Với vai trò là nghệ sĩ chính
| Tựa đề                                          | Năm  | CT.    |
| ----------------------------------------------- | ---- | ------ |
| "Mặt trời của em" (hợp tác cùng JustaTee)       | 2017 | [ 20 ] |
| "Thằng điên" (với JustaTee)                     | 2018 | [ 21 ] |
| "Anh là ai"                                     | 2019 | [ 22 ] |
| "So Close" (với Binz)                           | 2019 | [ 13 ] |
| "Đâu chịu ngồi yên" (với Rhymastic và Touliver) | 2019 | [ 14 ] |
| "Missing You" (với Lyly và Tinle)               | 2020 | [ 15 ] |
| "Chạy khỏi thế giới này" (với Da LAB)           | 2022 |        |
| "ThichThich" (với JustaTee)                     | 2022 |        |
| "Muộn Phiền x Hazeline" (với Low G)             | 2023 |        |
| "Anh là ngoại lệ của em"                        | 2023 |        |
| "Little Love (But No Limit)"                    | 2023 |        |

### Đĩa đơn quảng bá
| Tựa đề                                                   | Năm  | CT. |
| -------------------------------------------------------- | ---- | --- |
| "Cứ đi thôi"                                             | 2019 |     |
| đá (với Masew)                                           | 2019 |     |
| "Ta là" (với JustaTee, hợp tác cùng Clean Bandit)        | 2020 |     |
| "Túi 3 gang" (với Rhymastic)                             | 2021 |     |
| "Lạc quan vượt dịch – ở nhà vẫn vui" (với Hứa Kim Tuyền) | 2021 |     |
| "Anh là ngoại lệ của em"                                 | 2023 |     |
| "Little Love (But No Limit)"                             | 2023 |     |

## Sự nghiệp điện ảnh
- Yêu (2015)

## Giải thưởng và đề cử

### Giải thưởng Âm nhạc Cống hiến
| Năm  | Đề cử / Tác phẩm | Giải thưởng           | Kết quả |
| ---- | ---------------- | --------------------- | ------- |
| 2019 | "Thằng điên"     | Video âm nhạc của năm | Đề cử   |

### Làn Sóng Xanh
| Năm  | Đề cử / Tác phẩm | Giải thưởng           | Kết quả |
| ---- | ---------------- | --------------------- | ------- |
| 2018 | "Thằng điên"     | Video âm nhạc của năm | Đề cử   |
| 2018 | "Thằng điên"     | Sự kết hợp xuất sắc   | Đề cử   |

### Zing Music Awards
| Năm  | Đề cử / Tác phẩm | Giải thưởng                     | Kết quả   |
| ---- | ---------------- | ------------------------------- | --------- |
| 2017 | Phương Ly        | Nghệ sĩ mới của năm             | Đề cử     |
| 2018 | "Thằng điên"     | Bài hát của năm                 | Đề cử     |
| 2018 | "Thằng điên"     | Ca khúc R&B/Soul được yêu thích | Đoạt giải |